# Premier League (Koeweit) 2008/09
De Premier League 2008/09 was het 47ste seizoen in de hoogste afdeling van het Koeweitse voetbal sinds de oprichting van deze divisie in het Aziatische land in 1961. De competitie begon op 4 oktober 2008 en had zijn eenentwintigste en laatste speelronde op 25 april 2009. Acht clubs deden mee aan deze editie. Met een uiteindelijke voorsprong van vier punten op Kazma SC won Qadsia SC de landstitel. De club werd voor de twaalfde keer landskampioen en kwalificeerde zich zodoende voor de strijd om de AFC Cup 2010, net als de nummer twee. In de AFC Cup van 2010 bereikte Qadsia SC uiteindelijk de finale, welke het verloor van het Syrische Al-Ittihad op 6 november 2010 na strafschoppen (2–4). Al-Shabab eindigde dit seizoen op de laatste plaats; in het volgende seizoen werd diens plaats ingenomen door Al-Salibikhaet SC, dat in de tweede divisie twee punten boven Al-Fahaheel eindigde.

## Deelnemende clubs
| Club              | Stad         | Stadion                    | Capaciteit |
| ----------------- | ------------ | -------------------------- | ---------- |
| Al-Arabi          | Koeweit-Stad | Sabah Al-Salemstadion      | 22.000     |
| Kuwait SC         | Koeweit-Stad | Kuwaitstadion              | 18.000     |
| Al Nasar          | Farwaniya    | Ali Sabah Al-Salemstadion  | 10.000     |
| Qadsia SC         | Koeweit-Stad | Mohammed Al-Hamadstadion   | 22.000     |
| Al-Salibikhaet SC | Jahra        | Al-Salibikhaetstadion      | 7.000      |
| Al-Salmiya SC     | Hawalli      | Thamirstadion              | 14.000     |
| Al-Shabab         | Ahmadi       | Al-Ahmadistadion           | 18.000     |
| Al Tadamun SC     | Farwaniya    | Farwaniyastadion           | 14.000     |
| Kazma SC          | Koeweit-Stad | Al-Sadaqua Walsalamstadion | 21.500     |

### Eindstand
| №             | Club          | WG | W  | G | V  | DV | DT | +/– | Punten |
| ------------- | ------------- | -- | -- | - | -- | -- | -- | --- | ------ |
| Landskampioen | Qadsia SC     | 21 | 12 | 4 | 5  | 32 | 22 | +10 | 40     |
| 2             | Kazma SC      | 21 | 11 | 3 | 7  | 23 | 22 | +1  | 36     |
| 3             | Kuwait SC     | 21 | 10 | 5 | 6  | 34 | 23 | +11 | 35     |
| 4             | Al-Salmiya SC | 21 | 8  | 7 | 6  | 25 | 25 | 0   | 31     |
| 5             | Al-Arabi      | 21 | 8  | 6 | 7  | 24 | 18 | +6  | 30     |
| 6             | Al Nasar      | 21 | 7  | 5 | 9  | 24 | 28 | –4  | 26     |
| 7             | Al Tadamun SC | 21 | 4  | 7 | 10 | 19 | 30 | –11 | 19     |
| 8             | Al-Shabab     | 21 | 2  | 7 | 12 | 22 | 35 | –13 | 13     |

|  | Geplaatst voor de AFC Cup 2010    |
|  | Degradatie naar de tweede divisie |

## Topscorers
|    | Naam                | Club          | Doelpunten |
| -- | ------------------- | ------------- | ---------- |
| 1  | Rodrigo Vergilio    | Al Nasar      | 13         |
| 2  | Firas Al-Khatib     | Al-Arabi      | 10         |
| 2  | Bader Al-Muttwa     | Qadsia SC     | 10         |
| 4  | Faraj Laheeb        | Kuwait SC     | 8          |
| 4  | Anthony Topango     | Al-Shabab     | 8          |
| 6  | Markovic            | Al-Shabab     | 7          |
| 6  | Jehad Al-Hussein    | Kuwait SC     | 7          |
| 8  | Fahad Al-Rashidi    | Al-Salmiya SC | 6          |
| 8  | Khalaf Al-Salamah   | Qadsia SC     | 6          |
| 8  | Khalid Ajab         | Kuwait SC     | 6          |
| 11 | Mohamed Mubarak     | Al Tadamun SC | 5          |
| 11 | Yousef Al-Sulaiman  | Kazma SC      | 5          |
| 11 | Danny Mrwanda       | Al Tadamun SC | 5          |
| 11 | Saleh Al-Sheikh     | Qadsia SC     | 5          |
| 15 | Fahad Al-Hamad      | Kazma SC      | 4          |
| 15 | Arago Silva         | Kazma SC      | 4          |
| 15 | Ismail Al-Ajmi      | Kuwait SC     | 4          |
| 15 | Abdullah Al-Buraiki | Al-Salmiya SC | 4          |
| 15 | Khaled Khalaf       | Al-Arabi      | 4          |